# Acropora carduus
Espèce
Statut de conservation UICN

 NT  : Quasi menacé
Statut CITES
Acropora carduus est une espèce de coraux appartenant à la famille des Acroporidae.